# Мемориальный музей Тлендиева
Мемориальный музей Нургисы Тлендиева — мемориальный музей Нургисы Тлендиева в городе Алма-Ате (Казахстан)

## Как назывался музей в разные годы
| Дата/период | Название                        |
| 1979г       | Жилой дом                       |
| 2014г       | Мемориальный музей Н. Тлендиева |

## История музея
В преддверии 90-летия Нургисы Тлендиева и накануне Международного дня музеев в 2014 году состоялось открытие музея-квартиры Нургисы Тлендиева. Музей-квартира расположена в историческом центре города, в жилом здании (ул. Кунаева, 96), где последние годы жизни жил композитор с семьей. В открытии музейного комплекса принял участие экс-аким города Алма-Аты Ахметжан Есимов. Общая площадь мемориального музея составляет 169 кв. метров. 
Дом, в котором расположен мемориальный музей Н. Тлендиева, был построен в 1979 году по специальному поручению выдающегося государственного и общественного деятеля Д. А. Кунаева.
Это место входит в музейное объединение города Алма-Аты (музей истории г.  Алма-Аты, музей народных музыкальных инструментов им. Ықласа,  мемориальный музей Д.А.Кунаева, мемориальный музеи С. Муканова и Г. Мусрепова. Музей стал местом популяризации музыкального наследия Н. Тлендиева.

## Экспозиция музея
Экспозиция мемориальной квартиры-музея представлена рукописными партитурами, антикварным роялем, который подарила композитору мама, и знаменитой «Дариға домбыра», которая стала настоящим вдохновением в его творчестве. Главной ценностью музея-квартиры являются предметы, которыми пользовался Нургиса Тлендиев при жизни. В квартире сохранены сундук, стол, на котором он писал свои произведения, фотокарточки членов семьи и многое другое.
В квартире сохранена и воссоздана атмосфера, существовавшая при жизни композитора. Экспозиция музея расположена в 4 комнатах жилого дома и выстроена в хронологической последовательности — прихожая, гостиная, рабочий зал, кухня и комната отдыха:
- Прихожая — детство и юность
- Гостиная — творчество и знакомые
- Рабочий зал — музыкальное наследие
- Кухня — фотографии с семьёй
- Комната отдыха — подарки и сувениры

Музей собрал все важные факты из жизни яркого, самобытного композитора, чей жизненный путь определила встреча с А.К.Жубановым. Н.Тлендиев своим первым и главным учителем считал Ахмета Жубанова: «Жубанов учил меня всему: любить и понимать музыку народную и классическую, учил трудиться и находить радость от творчества, учил любить жизнь во всех её проявлениях. Я обязан ему тем, кем я стал». Неслучайно Ахмет Жубанов начинающему музыканту Нургисе подарил свою домбру, как самому лучшему ученику. В экспозиции представлены очень ценные экспонаты: сохранились его детские вещи, предметы этнографии казахского народа. Он, автор более 500 музыкальных произведений в разных жанрах: песни, кюи, романсы, увертюры, поэмы, кантаты, опера, балет и др. О чем подтверждают  партитуры, нотные рукописи с его произведениями. Нургиса Тлендиев очаровывал всех своей виртуозной игрой на домбре. В золотой фонд музыкального наследия республики вошли его кюи «Аққу», «Аңсау», «Арман», «Ата толғауы», «Әлқисса», «Қорқыт туралы аңыз», «Көш керуені», «Махамбет», «Фараби сазы». В репертуар ведущих исполнителей-вокалистов входят песни и романсы композитора. Он оставил более  40 романсов и песен, в том числе «Жан Сауле», «Сарыжайляу», «Алатау», «Ақжайық», «Ақ құсым», «Өз елім» и др. Посетители музея могут увидеть: нагрудные атрибуты (ордена и медали), которыми был награжден Н. Тлендиев.
Мемориальный характер музею предают личные вещи композитора и его семьи.
В мае 2021 года музей принял участие в акции «Ночь музеев» в Алматы. Мероприятие состоялось в онлайн формате.